# Bruuns Bro
Bruuns Bro i Aarhus er en vejbro der forbinder Banegårdspladsen med bydelen Frederiksbjerg på den sydlige side af Banegraven. Baneterrænet ligger nedenfor på broens vestre side, mens Aarhus Hovedbanegård ligger overdækket på den østre side med Bruuns Galleri i gadeniveau. Bruuns Bro er en del af M.P. Bruuns Gade, og er således ikke en selvstændig postadresse. Den 24. marts 1875 indeholdt Aarhus Stiftstidende en begejstret omtale af en ny bro, der var ved at blive opført over baneterrænet umiddelbart vest for banegården til den dengang nye bydel Frederiksbjerg. Broen, som blev døbt Banegårdsbroen, skulle senere blive kendt som Bruuns Bro.
Den knap 8 meter brede bro skulle dog snart vise sig for smal til trafikken, i takt med at byen fik vokseværk. Den nuværende bro blev bygget 1921-22 i forbindelse med udvidelsen af baneterrænet. Siden ind mod Hovedbanegården kom til at huse en række basarbutikker og en danserestaurant, mens den anden side blev udvidet med en platform til cykelparkering i 1987. Den nuværende butiksarkade blev opført i forbindelse med opførelsen af Bruun's Galleri 2003. I 2016 fremsatte DSB en plan om en højere bro uden butikker og cykler for at gøre plads til eldrevne tog.  Denne plan blev dog skudt ned af Regeringen og togfondspartierne i oktober 2017, hvilket gør at Bruuns Bro bevares i sin nuværende form. 

## En ny bydel
Bruuns Bro og M.P. Bruuns Gade har navn efter fabrikanten Mads Pagh Bruun. I 1852 opkøbte Bruun nogle jordarealer syd for Aarhus i området Frederiksbjerg, som dengang hørte til Viby Sogn. Her anlagde han en klædefabrik og bosatte sig på Jægergården, hvor kommunens administrationsbygning af samme navn ligger i dag.
I 1872 blev Aarhus Kommune og Viby Sogneråd enige om at ansøge indenrigsministeriet om indlemmelse af Frederiksbjerg i Aarhus. Byen havde behov for at ekspandere mod syd, mens Viby Sogn ikke magtede at holde orden i den slumby, der var opstået langs den nye jernbane. En del aarhusianere så nemlig en fordel i at bosætte sig på landet, hvor der kun betaltes jordskatter. En indlemmelse ville sætte en stopper for den stadige ”frem- og tilbageflytning” mellem Aarhus og Frederiksbjerg, som gav problemer for politiet og de sociale myndigheder. Ansøgningen gik igennem og den 1. januar 1874 blev bygrænsen flyttet syd til det nuværende Ingerslevs Boulevard og Odensegade.

## Den første Bruuns Bro
Da der efter anlægget af jernbanen i 1862 kun var adgang til Frederiksbjerg via Spanien eller Frederiksbroen, havde kommunen indgået kontrakt med M. P. Bruun om den bro og den gade, som i dag bærer hans navn. Kommunen forpligtede sig til at bygge en bro over banelinjen vest for banegården og Bruun afstod jorden til anlægget af gaden fra broen op til Jægergårdsvej. Med gas- og vandledninger var det hele kalkuleret til at koste 21.500 rigsdaler, hvoraf Bruun lovede at refundere 3000, når han fik solgt Jægergårdens marker. Forslaget var vedtaget i byrådet med 11 stemmer imod 6. Mindretallet mente, at det var unødvendigt og for dyrt at indlemme Frederiksbjerg i Aarhus. Alene broen kunne nemt komme til at koste 20.000 og desuden havde Bruun langt mere gavn af forbindelsen end byen.
Så dyr blev broen trods alt ikke. Den 10. juli 1874 kunne udvalget til byens udvidelse meddele byrådet, at man efter licitation havde modtaget et tilbud fra Aalborg-firmaet Brødrene Vang på opførelse af en 75 fod lang og 25 fod bred jernbro for 15.200 rigsdaler. Den 24. marts 1875 kunne Aarhus Stiftstidende berette, at der var opført en smuk og solid bro, men at hårdt vintervejr havde gjort det svært at opstille og sammennitte de to hoveddragere. Broen åbnede den 22. juni, men da Brødrene Vang havde indgået kontrakt om levering den 28. februar, blev de idømt en bøde på 1000 rigsdaler. Broen blev døbt Banegårdsbroen, men blev snart kendt som Bruuns Bro i folkemunde.

## Overvældende færdsel
Fra 1875 til 1900 voksede Frederiksbjerg fra 2.000 til 10.000 indbyggere og det kunne mærkes på trafikken over Bruuns Bro. Ud over opløb af fulde arbejdsmænd og nærgående prostituerede kunne Aarhus Stiftstidende ofte berette om dramatiske trafikuheld på den smalle bro. Et par gange kom det til et par farlige situationer med hestevogne, når hestene stejlede ved lyden af fløjten fra et afgående tog. I 1896 begyndte hestetrukne omnibusser at køre i fast rutefart over broen. I 1904 blev busserne afløst af en sporvognslinje, som ikke gjorde det mindre farligt at færdes på broen til fods eller på cykel.
I et læserbrev fra 1906 blev der klaget over ”den til tider overvældende færdsel” på Bruuns Bro. For at aflaste trafikken foreslog forfatteren, at man skulle opføre en ny bro mellem Helgolandsgade og Orla Lehmanns Allé. I byrådet var man enig om, at trafikforholdene var ”uheldige”, men da der var planer om at udvide baneterrænet, nøjedes man med at udvide broens østlige fortov i 1907. Den gamle bro blev dermed stående, indtil ændringerne af banegårdsområdet kunne sættes i værk i 1920.

## Store planer
Fra 1870 til 1900 steg indbyggertallet i Aarhus fra 15.000 til 50.000 indbyggere. For at udvide togkapaciteten blev det tidligt diskuteret at udvide baneterrænet, så Bruuns Bro måtte forlænges. Til det formål fik statsbanerne i 1916 eksproprieret halvdelen af den daværende Halls Gade og påtog sig derfor at opføre den nuværende Bruuns Bro mod, at kommunen bidrog med 50.000 og anlægget af gaden over broen.
I forbindelse med statsbanernes plan om at opføre en ny banegård, fremsatte udvalget til byens udvidelse i 1917 et ambitiøst forslag til ”en smuk og værdig indgang til Aarhus by”. Da den daværende banegård lå neden for nogle stejle bakker i samme niveau som banelinjen, blev det foreslået at hæve terrænet og anlægge en banegård i to etager. Med i planen indgik anlægget af Park Allé i direkte forlængelse af Bruuns Bro. På vestsiden af den nye bro ville kommunen bygge en buegang med nogle basarer, der forventedes at ”kunne give en meget god forretning”. I 1918 indgik kommunen kontrakt med statsbanerne om anlægget af det nye banegårdsområde. I 1920 forelå der en færdig plan for området, som vi kender det i dag. Et forslag om at overdække banen mellem Bruuns Bro og Frederiksbro til et nyt ”handelscentrum” blev dog ikke til noget.

## Den anden Bruuns Bro
I 1920 opførte statsbanerne først en midlertidig bro af træ og rev den gamle Bruuns Bro ned. I 1921 begyndte arbejdet på den ny bro, som blev udført af murermester N.M. Bak for 397.240 kr. I et par reportager skrev Aarhus Stiftstidende, at den nye bro ville blive adskilligt længere og mere dekorativ end den gamle bro. Broen blev opført i jernbeton og hvilede på 88 søjler af jernbeton, som blev beskrevet som ”statelige og rene i stilen”. Broen skulle have været færdig ud på efteråret, men en lockout og hård frost gjorde, at den først kunne åbnes for trafikken i august 1922.
Som Stiftstidende begejstret skrev i en reportage om åbningen af den ny Bruuns Bro, kunne man her se det nye Aarhus gro frem. Straks efter begyndte kommunen nemlig arbejdet med den nye banegårdsplads. På hjørnet af Banegårdspladsen og Bruuns Bro opførte statsbanerne en midlertidig banegård af træ, som var i funktion indtil åbningen af den nye hovedbanegård i 1929.

## Basarbygningerne
For at bevare udsigten ”ud mod landet” på vestsiden af broen og skærme for udsynet til Oliemøllen, var det blevet besluttet at opføre de planlagte basarbygninger på østsiden. Kommunen tøvede imidlertid med at opføre bygningerne, da statsbanerne påtænkte at føre trappeopgange op til denne side af broen. Derfor gik kommunen med til at lade et privat konsortium opføre nogle interimistiske basarer af træ. I 1929 opsagde konsortiet imidlertid lejemålet, da kommunen krævede basaren malet og bedre vedligeholdt. Herefter blev barakkerne administreret af kommunen, som helst ville opføre en ny basar i samme stil som de basarbygninger, statsbanerne var ved at opføre på stykket mellem den nye banegård og Bruuns Bro. Her havde kommunen krævet mindst 4 meter til fortov, så der ville ikke blive plads til en buegang som oprindeligt planlagt.
I 1935 fremlagde stadsarkitekt Draiby en plan til permanente basarbygninger i forlængelse af statsbanernes. Basaren ville blive 107 meter lang med plads til 12 butikker og et udstillingslokale med ovenlys på første etage af en toetagers bygning, der skulle skjule ”de uskønne gavle på statsbanernes perrontage”. Basaren skulle opføres af konsortiet A/S Nipa – senere A/S Bruunsbro, som fik ret til at leje basaren i 40 år mod en lejeafgift til kommunen. Projektet var nær ikke blevet til noget, da statsbanernes krav til konstruktionen fordyrede projektet. I 1936 åbnede imidlertid den basar, som kom til at ligge på broen indtil 2003.

## Forretningsliv
Efter opførelsen af basarbygningerne i 1936 opstod nogle mere permanente butikker på Bruuns Bro. En af de første var chokoladebutikken Broen, som ”kagebager og sukkervarefabrikant” samt ”automatfabrikant” Tage Lunding drev til sin død i 1980. Butikken var forud for sin tid med sine tag-selv-slikautomater og storkøbstilbud. I 1989 etablerede Steen Mengel en filial af Sukkerstokken i Broens gamle lokaler. Af andre bropionerer kan nævnes H. C. Frosts gavemagasin, Ejnar Kjærs manufakturhandel og trikotage- og lingeriforretningen Bromagasinet. I 1942 åbnede desuden i ”lyse festlige lokaler” Hejndorf Radio, hvor man kunne købe radioer, grammofoner og grammofonplader.

## Natteliv
I 1941 åbnede ”Restaurant Rico” i udstillingshallen på første sal af to-etagers bygningen midt på Bruuns Bro. I begyndelsen som cafe og afholdsrestaurant, men efter en brand i 1949 indrettede ejer Johannes Lassen en ”mere storstadsmæssigt indrettet” danserestaurant med ”stilfuld indirekte belysning”. De næste årtier blev Rico et populært sted at gå i byen med live musik af tidens populære orkestre. Her begyndte blandt andre Flemming Bamse Jørgensens karriere som forsanger i et pigtrådsband i slutningen af 1960’erne. Rico blev til et pizzeria i 1974, men i 1979 blev lokalerne indtaget af ”nostalgidiskoteket” Locomotion.

## Cykelkaos
I 1987 gik DSB og kommunen sammen om at udvide broen med en overdækket cykelbalkon med plads til 500 cykler for at komme det stigende ”cykelkaos” omkring banegården til livs. For at motivere cyklisterne til at parkere på broen, forsynede man balkonen med trappenedgange til perronerne, som det i 1923 havde været planen at føre ned fra den modsatte side. Dog fortsatte de kaotiske forhold på Banegårdspladsen, da DSB ikke åbnede for billetsalg på perronerne. I 1988 måtte man forhøje rækværket på den nye balkon, da der gik sport blandt byens natteravne i at smide cykler ned på perronerne. I 2009 satte kommunen et toetagers cykelstativ op med plads til 500 flere cykler og iværksatte en kampagne mod ulovligt parkerede og herreløse foran banegården. Det planlægges nu at anlægge et parkeringshus til cykler ud over banelegemet ved Hallssti.

## Bruuns Arkade
I 1981 fremlagde DSB en plan om at rive basarbygningerne ned for at give plads til en indkørsel til en ny parkeringsplads ovenover perronerne. Forslaget blev drøftet så sent som 1992, hvor Steen Mengel på vegne af broens handlende klagede over ikke at blive taget med på råd.
I 2001 opstod der atter frygt for basarbutikkernes fremtid i forbindelse med NCC’s anlæg af Bruuns Galleri. Ud over at skulle afgive 21 meter af broen til det nye butikscenters indgang, kunne butikkerne kun få forlænget deres lejemål af kommunen for et år af gangen. Derfor tilbød et interessentskab anført af Mengel at opføre en ny butiksarkade mod garanti for at kunne blive på broen. Arkaden var tegnet af arkitekten Johannes Exner og inspireret af Ponte Vecchio i Firenze. Da NCC forsøgte at købe arealet af DSB for at få indflydelse på byggeriet, blev kommunens jurister sat til at afklare hvem, der havde dispositionsretten over broen. Det stod klart, at DSB ejede broen, men at de handlende kun kunne siges op af kommunen. Dog enedes DSB og kommunen om at godkende opførelsen af Bruuns Arkade, som åbnede omtrent samtidig med Bruun’s Galleri i 2003. Exners plan om at fjerne cykelbalkonen blev dog ikke til noget.